# Chelsie Rae
Chelsie Rae (Riverside, 28 de setembro de 1984) é uma atriz pornográfica americana.

## Carreira
De acordo com o Internet Adult Film Database, ela fez o seu primeiro filme em 2005, aos 21 anos de idade. Rae fez sua estreia na direção em 2007 com I Love Black Dick 3, da produtora Sin City.

## Prêmios e indicações
| Ano  | Cerimônia | Resultado | Prêmio                                                   | Trabalho                                                          |
| ---- | --------- | --------- | -------------------------------------------------------- | ----------------------------------------------------------------- |
| 2008 | AVN Award | Venceu    | Best Anal Sex Scene, Film (com Tyler Knight)             | The Craving                                                       |
| 2008 | AVN Award | Indicada  | Most Outrageous Sex Scene                                | Sperm Receptacles 2 pela cena "Well, You Gotta Dump It Somewhere" |
| 2009 | AVN Award | Indicada  | Most Outrageous Sex Scene (com Keeani Lei)               | American Gokkun 5 pela cena "Cum Hungry, Leave Ill"               |
| 2009 | AVN Award | Indicada  | Most Outrageous Sex Scene (com Jenny Hendrix & Tony T. ) | Milk Nymphos 2 pela cena "Milk Does a Body Good"                  |

## Filmografia selecionada
- 2006: Shane Diesel Is in My Ass!
- 2006: Cum Swapping Sluts 11
- 2007: The Violation of Chelsie Rae
- 2007: Girlvert 14
- 2007: Pole Position: Lex POV 7
- 2008: Anal Addicts 33
- 2009: Mandingo Monster Cock Worship 4
- 2010: Sperm Overload 3
- 2011: Holy F#@k... Again!
- 2012: Anal Fixation